# Marek Sawicki
Pour les articles homonymes, voir Sawicki.
Marek Wacław Sawicki, né le 8 avril 1958 à Sawice-Dwór, est un homme politique polonais, membre du Parti paysan polonais (PSL), député depuis 1993.

## Formation et carrière

### Expérience professionnelle
En 1983, il sort diplômé de la faculté d'agriculture de l'école supérieure d'éducation agricole de Siedlce, et y devient assistant pendant trois ans. Il travaille ensuite comme inspecteur de l'industrie sucrière à Sokołów Podlaski de 1987 à 1988, puis occupe un poste d'enseignant au complexe éducatif agricole de cette même ville.
Il est en outre propriétaire d'une ferme.

### Études post-universitaires
Il accomplit, en 1996, des études de troisième cycle en droit communautaire agricole au sein de l'institut du droit de l'agriculture de l'académie polonaise des sciences, et obtient en 2006 un doctorat de culture des pommes de terre à l'académie de Podlasie.

## Vie politique

### Élu local
Membre du Parti paysan unifié (ZSL) à partir de 1988, il adhère au Parti paysan polonais (PSL) deux ans plus tard, et se voit dans le même temps élu maire du village de Repki, en Mazovie. Il occupe ce poste jusqu'en 1996, tout en faisant partie du conseil communal jusqu'en 1994.

### Député à la Diète
Lors des élections législatives de 1993, il est élu député à la Diète polonaise, dont il devient secrétaire jusqu'à sa nomination à un poste de secrétaire d'État au ministère des Communications, chargé des Télécommunications, en 1996, sous le gouvernement du social-démocrate Włodzimierz Cimoszewicz. Il est réélu en 1997, puis est porté à la présidence de la commission parlementaire de la Concurrence et de la Protection des consommateurs.
À la suite des législatives de 2001, il est désigné président du groupe parlementaire PSL, poste occupé jusqu'à son entrée au gouvernement, conservant son mandat de député aux élections de 2005, 2007, 2011, 2015, 2019.

### Ministre de l'Agriculture
Le 16 novembre 2007, Marek Sawicki est nommé ministre de l'Agriculture et du Développement rural de Pologne dans la coalition gouvernementale de centre droit dirigée par le libéral Donald Tusk. Il retrouve l'année suivante une vice-présidence du PSL, mandat qu'il avait exercé jusqu'en 2007. Il quitte ses fonctions le 26 juillet 2012, à la suite d'une affaire de malversations au sein du PSL, dans laquelle il est impliqué au premier chef.
Avec la formation du gouvernement d'Ewa Kopacz le 22 septembre 2014, il retrouve ces fonctions.